# Neochthonius troglodytes
Neochthonius troglodytes är en spindeldjursart som beskrevs av William B. Muchmore 1969. Neochthonius troglodytes ingår i släktet Neochthonius och familjen käkklokrypare. Inga underarter finns listade i Catalogue of Life.